# بازیکن سال فوتبال صربستان

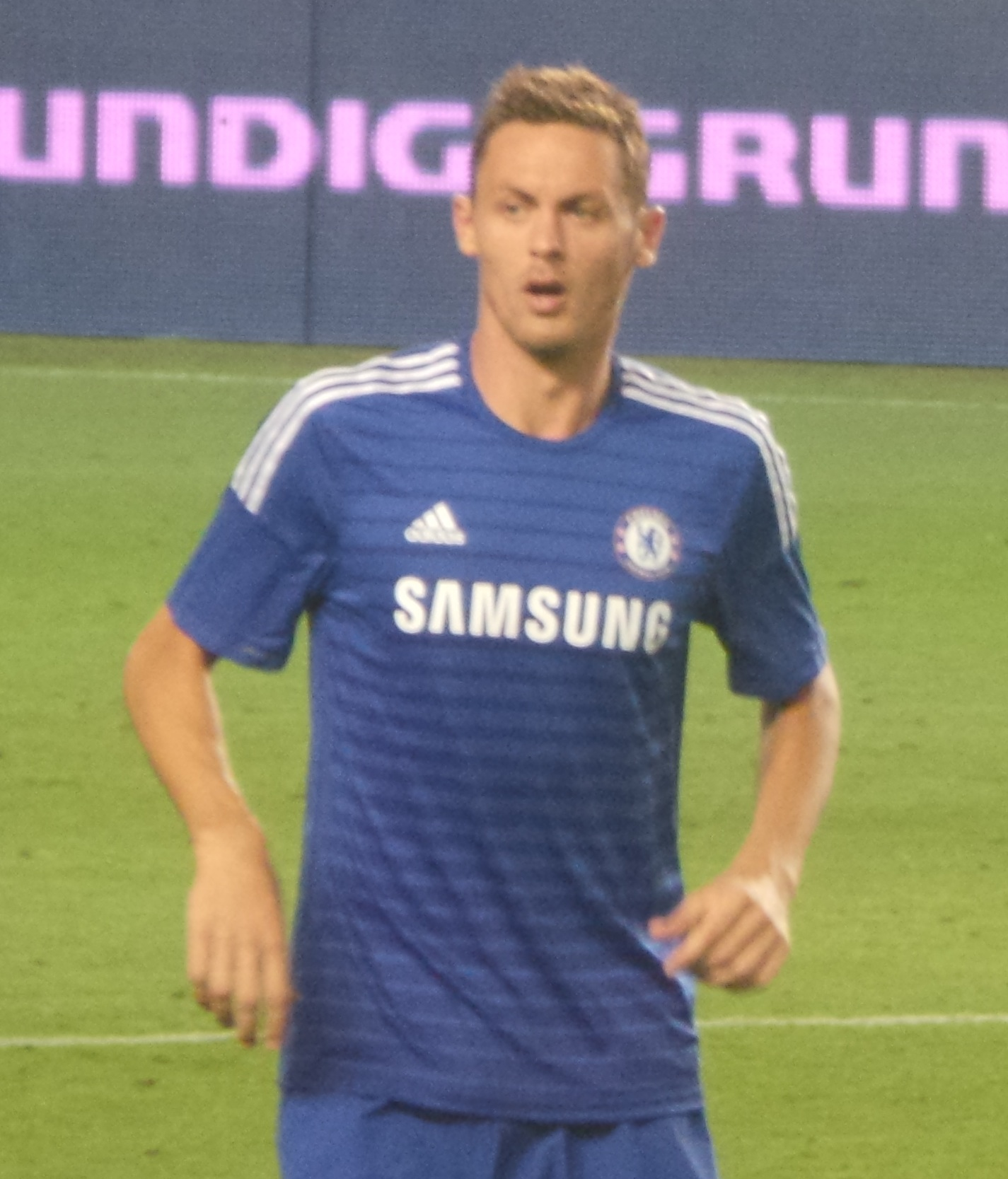
بازیکن صربستانی.

بازیکن سال فوتبال صربستان (صربی: [Српски фудбалер године, Srpski fudbaler godine] Error: {{Lang}}: متن دارای نشانه‌گذاری ایتالیک است (راهنما)) جایزه‌ای است که هر سال توسط اتحادیه فوتبال صربستان به بهترین بازیکن فوتبال کشور صربستان اهدا می‌شود.

## برندگان

### بازیکن سال
| سال                 | بازیکن                  | باشگاه                       |
| ------------------- | ----------------------- | ---------------------------- |
| صربستان و مونته‌نگرو |                         |                              |
| ۱۹۹۲                | پردراگ میاتوویچ         | پارتیزان                     |
| ۱۹۹۳                | پردراگ میاتوویچ (۲)     | والنسیا                      |
| ۱۹۹۴                | not awarded             | not awarded                  |
| ۱۹۹۵                | دژان ساویسویچ           | آ.ث. میلان                   |
| ۱۹۹۶                | not awarded             | not awarded                  |
| ۱۹۹۷                | not awarded             | not awarded                  |
| ۱۹۹۸                | پردراگ میاتوویچ (۳)     | باشگاه فوتبال رئال مادرید    |
| ۱۹۹۹                | سینیشا میهایلوویچ       | لاتزیو                       |
| ۲۰۰۰                | ماتجا کازمن             | پارتیزان (۲)                 |
| ۲۰۰۱                | not awarded             | not awarded                  |
| ۲۰۰۲                | not awarded             | not awarded                  |
| صربستان و مونته‌نگرو |                         |                              |
| ۲۰۰۳                | نیکولا ژیگیچ            | ستاره سرخ بلگراد             |
| ۲۰۰۴                | not awarded             | not awarded                  |
| ۲۰۰۵                | نمانیا ویدیچ            | اسپارتاک مسکو                |
| صربستان             |                         |                              |
| ۲۰۰۶                | دژان استانکوویچ         | اینتر میلان                  |
| ۲۰۰۷                | نیکولا ژیگیچ (۲)        | والنسیا (۲)                  |
| ۲۰۰۸                | نمانیا ویدیچ (۲)        | باشگاه فوتبال منچستر یونایتد |
| ۲۰۰۹                | میلوش کراسیچ            | زسکا مسکو                    |
| ۲۰۱۰                | دژان استانکوویچ (۲)     | اینتر میلان (۲)              |
| ۲۰۱۱                | الکساندر کلاروف         | باشگاه فوتبال منچستر سیتی    |
| ۲۰۱۲                | برانیسلاو ایوانوویچ     | باشگاه فوتبال چلسی           |
| ۲۰۱۳                | برانیسلاو ایوانوویچ (۲) | باشگاه فوتبال چلسی (۲)       |
| ۲۰۱۴                | نمانیا ماتیچ            | باشگاه فوتبال چلسی (۳)       |
| ۲۰۱۵                | نمانیا ماتیچ (۲)        | باشگاه فوتبال چلسی (۴)       |
| ۲۰۱۶                | دوشان تادیچ             | باشگاه فوتبال ساوت‌همپتون     |

| No. | بازیکن              | سال              |
| --- | ------------------- | ---------------- |
| ۳   | پردراگ میاتوویچ     | ۱۹۹۲، ۱۹۹۳، ۱۹۹۸ |
| ۲   | نیکولا ژیگیچ        | ۲۰۰۳، ۲۰۰۷       |
| ۲   | نمانیا ویدیچ        | ۲۰۰۵، ۲۰۰۸       |
| ۲   | دژان استانکوویچ     | ۲۰۰۶، ۲۰۱۰       |
| ۲   | برانیسلاو ایوانوویچ | ۲۰۱۲، ۲۰۱۳       |
| ۲   | نمانیا ماتیچ        | ۲۰۱۴، ۲۰۱۵       |
| ۱   | دژان ساویسویچ       | ۱۹۹۵             |
| ۱   | سینیشا میهایلوویچ   | ۱۹۹۹             |
| ۱   | ماتجا کازمن         | ۲۰۰۰             |
| ۱   | میلوش کراسیچ        | ۲۰۰۹             |
| ۱   | الکساندر کلاروف     | ۲۰۱۱             |
| ۱   | دوشان تادیچ         | ۲۰۱۶             |

| No. | باشگاه                       | سال                    |
| --- | ---------------------------- | ---------------------- |
| ۴   | باشگاه فوتبال چلسی           | ۲۰۱۲، ۲۰۱۳، ۲۰۱۴، ۲۰۱۵ |
| ۲   | پارتیزان                     | ۱۹۹۲، ۲۰۰۰             |
| ۲   | والنسیا                      | ۱۹۹۳، ۲۰۰۷             |
| ۲   | اینتر میلان                  | ۲۰۰۶، ۲۰۱۰             |
| ۱   | آ.ث. میلان                   | ۱۹۹۵                   |
| ۱   | باشگاه فوتبال رئال مادرید    | ۱۹۹۸                   |
| ۱   | لاتزیو                       | ۱۹۹۹                   |
| ۱   | ستاره سرخ بلگراد             | ۲۰۰۳                   |
| ۱   | اسپارتاک مسکو                | ۲۰۰۵                   |
| ۱   | باشگاه فوتبال منچستر یونایتد | ۲۰۰۸                   |
| ۱   | زسکا مسکو                    | ۲۰۰۹                   |
| ۱   | باشگاه فوتبال منچستر سیتی    | ۲۰۱۱                   |
| ۱   | باشگاه فوتبال ساوت‌همپتون     | ۲۰۱۶                   |

| No. | لیگ                      | سال                                      |
| --- | ------------------------ | ---------------------------------------- |
| ۷   | لیگ برتر فوتبال انگلستان | ۲۰۰۸، ۲۰۱۱، ۲۰۱۲، ۲۰۱۳، ۲۰۱۴، ۲۰۱۵، ۲۰۱۶ |
| ۴   | سری آ                    | ۱۹۹۵، ۱۹۹۹، ۲۰۰۶، ۲۰۱۰                   |
| ۳   | سوپر لیگ فوتبال صربستان  | ۱۹۹۲، ۲۰۰۰، ۲۰۰۳                         |
| ۳   | لا لیگا                  | ۱۹۹۳، ۱۹۹۸، ۲۰۰۷                         |
| ۲   | لیگ برتر فوتبال روسیه    | ۲۰۰۵، ۲۰۰۹                               |

### مربی سال
| سال  | مربی              | باشگاه / ملیت                                |
| ---- | ----------------- | -------------------------------------------- |
| ۲۰۰۵ | Ilija Petković    | Serbia and Montenegro national football team |
| ۲۰۰۶ | لوبیسا تومباکوویچ | باشگاه فوتبال شاندونگ لیونگ                  |
| ۲۰۰۷ | Miroslav Đukić    | پارتیزان تیم ملی فوتبال صربستان (۲)          |
| ۲۰۰۸ | Slaviša Jokanović | پارتیزان (۲)                                 |
| ۲۰۰۹ | رادومیر آنتیچ     | تیم ملی فوتبال صربستان (۳)                   |
| ۲۰۱۰ | Milovan Rajevac   | تیم ملی فوتبال غنا                           |
| ۲۰۱۱ | Ivan Jovanović    | باشگاه فوتبال آپوئل                          |
| ۲۰۱۲ | Dragan Okuka      | باشگاه فوتبال جیانگسو سونینگ                 |
| ۲۰۱۳ | Ljubinko Drulović | Serbia national under-19 football team       |
| ۲۰۱۴ | Radovan Ćurčić    | Serbia national under-21 football team       |
| ۲۰۱۵ | Veljko Paunović   | Serbia national under-20 football team       |
| ۲۰۱۶ | دراگان استویکوویچ | باشگاه فوتبال گوانگ‌ژو آر و اف                |